# Hrușka, Kameanka-Buzka
Hrușka (în ucraineană Грушка) este un sat în comuna Zubiv Mist din raionul Kameanka-Buzka, regiunea Liov, Ucraina.

## Demografie
Componența lingvistică a localității Hrușka
     Ucraineană (100%)
Conform recensământului din 2001, toată populația localității Hrușka era vorbitoare de ucraineană (100%).